# Isosaari (ö i Finland, Birkaland, Tammerfors, lat 61,29, long 23,77)
Isosaari är en ö i Finland. Den ligger i vattendraget Hiidenvuolle och i kommunen Lembois i den ekonomiska regionen Tammerfors och landskapet Birkaland, i den södra delen av landet, 140 km nordväst om huvudstaden Helsingfors. Öns area är 0,7 hektar och dess största längd är 120 meter i nord-sydlig riktning.